# Планина-под-Шумиком
Планина-под-Шумиком (словен. Planina pod Šumikom) — поселення в общині Словенська Бистриця, Подравський регіон‎, Словенія.